# Каменномостський
Каменномо́стський (рос. Каменномо́стский; адиг. Хьаджэкъо) — селище (до 2011 Селище міського типу) у Майкопському районі Адигеї.
Населення — 7213 осіб (2010), у 2016 чисельність населення становила — 7161 особу.
Селище розташоване на обох берегах річки Біла, за 26 км на південь від райцентру — селища Тульський. Кінцева станція Хаджох на залізниці від Бєлорєченська.
Місцеві жителі і туристи частіше називають селище Хаджо́х.

## Економіка
- Заготівка деревини
- Турбази, будинки відпочинку

## Історія
На території нинішнього селища розташовувався адигейський аул, що прославився тривалою обороною під керівництвом Мухаммеда Аміна, наїба Шаміля, проти російських військ. У 1862 на місці розореного аулу був побудований козачий оборонний пост, пізніше — станиця Каменномостська Майкопського відділу Кубанської області. З 1948 до 2011 року мав статус селища міського типу.

## Визначні пам'ятки
- Вузький (мін. 3 м) і глибокий (до 45 м) каньйон Хаджохська тіснина на річці Білій. Свою сучасну назву селище отримало по «кам'яному мосту» — скелі, що зависла над каньйоном (з часом обвалилась);
- В околицях: залишки Михайлівського монастиря — раніше найбільшого на Північному Кавказі (селище Побєда, 5 км східніше турбаза «Романтика»), дольмени, карстові печери.